# Наша Україна (2006)
На парламентські вибори 2006 року був створений блок із старою назвою — «Наша Україна», до якого увійшли такі партії:
- Конгрес Українських Націоналістів
- Народний Рух України
- Партія промисловців і підприємців України
- Партія Християнсько-Демократичний Союз
- Політична партія "Народний Союз Наша Україна"
- Українська республіканська партія “Собор”

Блок отримав на виборах 13,95 % голосів (третій результат) та мав в Верховній Раді 81 мандат. Брав участь в переговорах по створенню «помаранчевої» коаліції з БЮТ та СПУ, а після рішення СПУ про блокування з Партією регіонів та КПУ та за результатами домовленостей, досягнутих за Загальнонаціональним круглим столом намагався приєднатися до «широкої» коаліції. За кандидатуру В.Януковича на посаду Прем'єр-міністра проголосували 30 депутатів фракції. Але у листопаді 2006 року, після двох з'їздів партії, прийнято рішення переходу блоку та парламентської фракції у опозицію до уряду Януковича. Попри те, що почесний керівник партії Ющенко був проти такого кроку, партія закликала міністрів-нашоукраїнців вийти зі складу уряду. 